# المییس د مونیو
المییس د مونیو (به اسپانیایی: Olmillos de Muñó) یک شهرستان در اسپانیا است.